# Haute Société (film, 1956)
Pour les articles homonymes, voir Haute société et High Society.
Pour plus de détails, voir Fiche technique et Distribution.

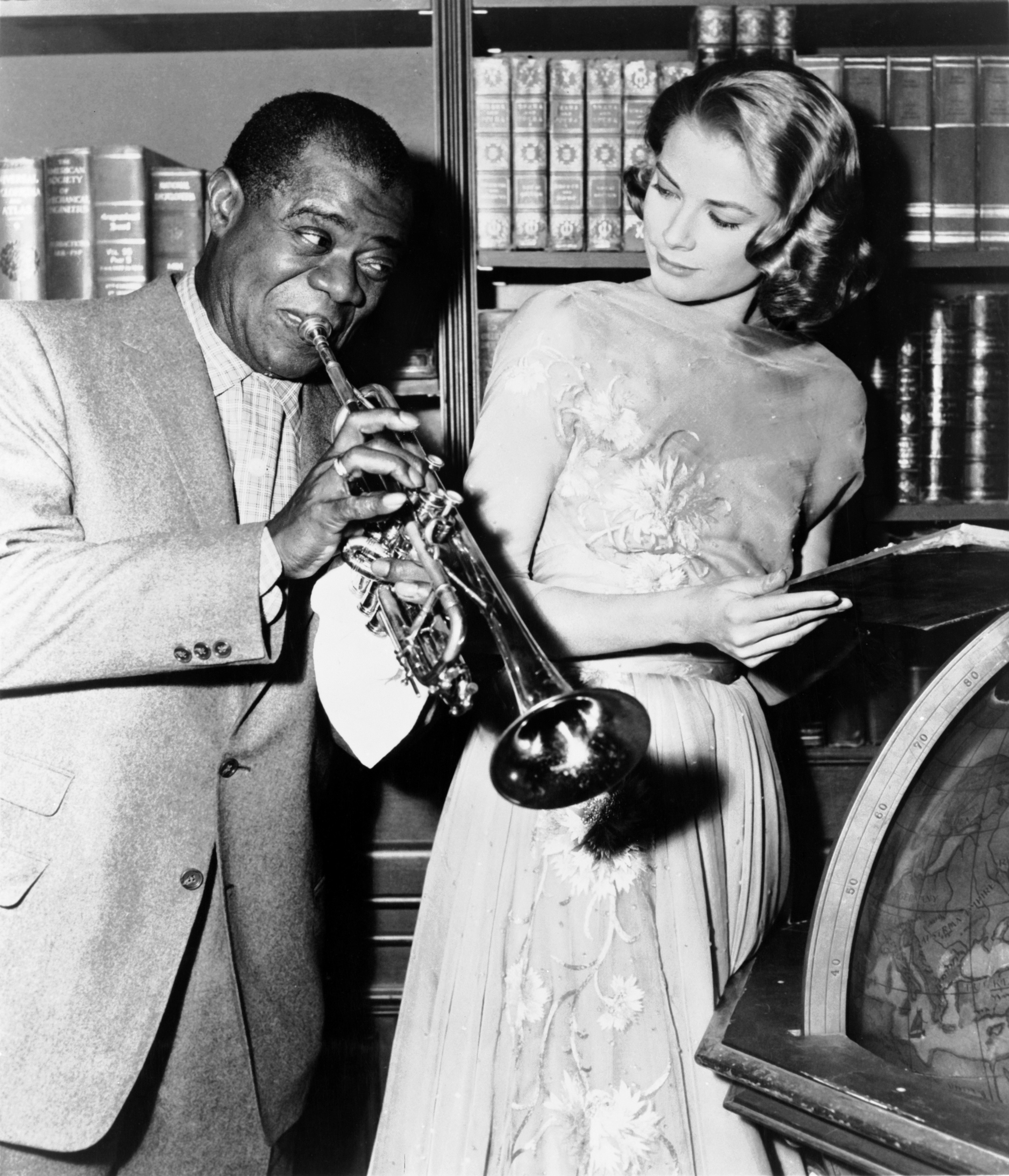
Louis Armstrong et Grace Kelly

Haute Société (titre original : High Society) est un film musical américain réalisé par Charles Walters, sorti en 1956.

## Synopsis
Tracy Lord (Grace Kelly) va bientôt se marier avec George Kittredge (John Lund), un homme d'affaires. Mais son premier mari C.K. Dexter Haven (Bing Crosby) vient de rentrer dans sa maison qui est voisine de celle de Tracy. Des musiciens viennent de s'installer chez lui. L'un d'eux est Louis Armstrong (joué par lui-même).
L'Oncle Willie prévient sa famille que le directeur du journal "On Dit" veut faire un article sur le mariage de Tracy et pour les obliger à accepter, menace de publier un article sur le père de Tracy, Seth Lord et la ballerine dont il est amoureux. Tracy doit accepter et deux journalistes, Elizabeth Imbrie (Celeste Holm) et Macaulay Connor (Frank Sinatra) arrivent dans sa maison la veille de son mariage. Oncle Willie organise une fête dans une de ses maisons pour fêter le mariage de sa nièce. Tracy est très joyeuse pendant cette fête, au grand ennui de son fiancé George. La jeune femme quitte la fête accompagnée du journaliste.

## Fiche technique
- Titre : Haute Société
- Titre original : High Society
- Réalisation : Charles Walters
- Scénario : John Patrick, d'après la pièce The Philadelphia Story de Philip Barry
- Costumes : Helen Rose
- Photo : Paul Vogel
- Montage : Ralph E. Winters
- Musique : Cole Porter
- Adaptation et supervision musicale : Johnny Green et Saul Chaplin
- Orchestrations : Nelson Riddle et Conrad Salinger
- Production : Sol C. Siegel pour MGM
- Distribution : Metro-Goldwyn-Mayer
- Budget : 2 000 000 $
- Pays de production : États-Unis
- Langue : anglais
- Format : Couleurs (Technicolor) - 35mm - Ratio : 2,35:1 - stéréo 4 pistes magnétiques - Mono:1 piste optique
- Genre : film musical et comédie romantique
- Durée : 111 minutes
- Date de sortie : 
  - États-Unis : 17 juillet 1956

## Distribution

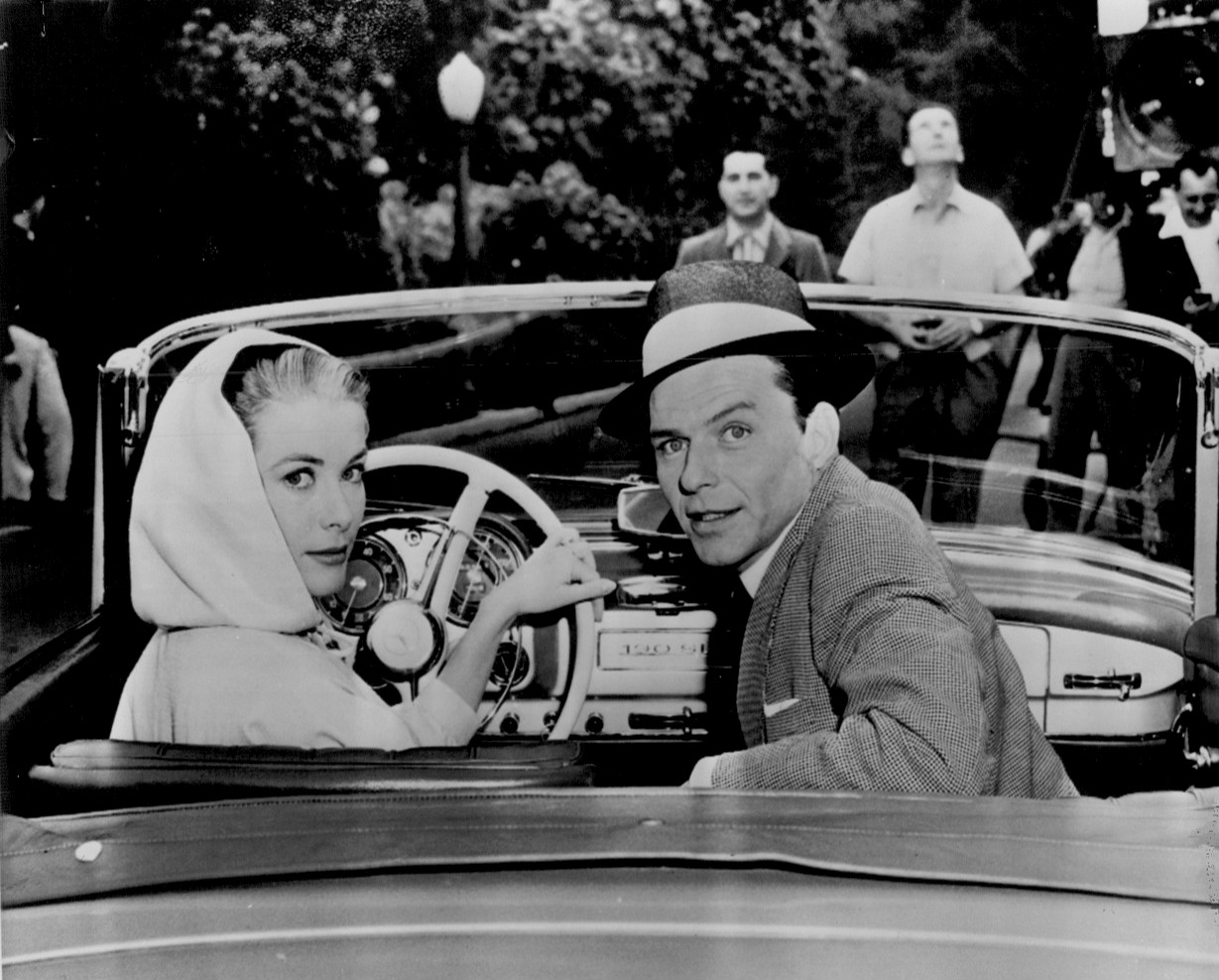
Grace Kelly et Frank Sinatra durant le tournage.

- Bing Crosby : (VF: Michel Roux) C.K. Dexter-Haven (Didier, dans la version française)
- Grace Kelly : (VF: Élina Labourdette) Tracy Samantha Lord (Christine, dans la version française)
- Frank Sinatra : Mike Connor (Marc Turner, dans la version française)
- Celeste Holm : Liz Imbrie
- John Lund : George Kittredge
- Louis Calhern : Oncle Willie
- Sidney Blackmer : Seth Lord
- Margalo Gillmore : Mme Seth Lord
- Louis Armstrong : Lui-même
- Richard Garrick : Le maître-d'hôtel des Lord

## Chansons
- High Society (Overture)
- High Society Calypso
- Little One
- Who Wants to be a Millionaire
- True Love
- You're Sensational
- I love you Samantha
- Now You Have Jazz
- Well, Did You Evah
- Mind if I make love to you?

## Autres projets
- Haute Société est le remake musical d'Indiscrétions (The Philadelphia Story), film réalisé par George Cukor en 1940, avec Katharine Hepburn, Cary Grant, James Stewart.
- Ce film est le dernier de Grace Kelly avant qu’elle ne devienne la Princesse Grace de Monaco.
- Dans une scène, Grace Kelly conduit très rapidement sur une route rocheuse de bord de mer. À son passager (Frank Sinatra) qui lui demande : Où allons-nous ? ; elle répond : Au cimetière. Cette scène prend une résonance toute particulière compte tenu des circonstances du décès de l'actrice.
- Dans une scène du film, le pianiste de jazz Billy Kyle interprète une chanson.

## Récompenses et distinctions
- Deux nominations aux Oscars.